# Sinclair C5

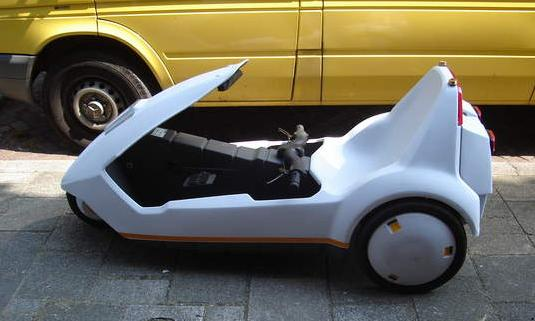
Sinclair C5

De Sinclair C5 is een elektrisch voortbewogen ligfiets met drie wielen, die in 1985 werd gepresenteerd door Clive Sinclair. De ontwikkeling en verkoop bleken een dure grap, de fiets werd geen commercieel succes. Het was zelfs zo'n misser dat hij genoodzaakt was de computerdivisie van Sinclair Research af te stoten aan Amstrad.